# Пам'ятник Тарасові Шевченку (Недригайлів)
Пам'ятник Тарасу Шевченку в Недригайлові — пам'ятник видатному українському поетові Тарасу Григоровичу Шевченку в селищі Недригайлові Роменського району Сумської області.
Пам'ятник розташований по центральній вулиці Щебетунів (на трасі «Київ—Суми») перед будівлею Недригайлівської спортивної школи.

## Опис
Недригайлівський пам'ятник Тарасу Шевченку складається зі ступінчатого постаменту, на якому встановлена бронзова фігура поета. 
Тарас Шевченко зображений з накинутим на плечі плащем та непокритою головою. В правій руці він тримає «Кобзаря».

## Історія
Пам'ятник був відкритий 28 жовтня 1962 року. 
Його автор — Яків Красножон, який також спроектував пам'ятники Тарасу Шевченку в Сумах та Лебедині.